# 1946
1946 (MCMXLVI) fue un año común comenzado en martes según el calendario gregoriano.

## Acontecimientos

### Enero
- 1946: fundación de la Unión Balompédica Conquense.
- 1 de enero: en Reino Unido despega el primer vuelo civil en el Aeropuerto de Heathrow, con destino a Buenos Aires haciendo escala en Lisboa.
- 4 de enero: en el Reino Unido, Theodore Schurch es la última persona ejecutada por delitos comprometidos conforme al Acta de Traición de 1940.
- 4 de enero: la empresa estadounidense IBM dona al dictador español Francisco Franco 109.000 pesetas para que sean repartidas entre las clases más necesitadas de ese país.
- 7 de enero: las potencias vencedoras en la Segunda Guerra Mundial reconocen las fronteras de Austria de 1937.
- 7 de enero: en Buenos Aires, Radio del Estado realiza pruebas de emisión en frecuencia modulada durante varias horas.[1]
- 10 de enero: en China, Mao Tsé-Tung y Chiang Kai-shek declaran el alto al fuego tras la mediación del presidente estadounidense Harry S. Truman.
- 10 de enero: en Central Hall Westminster (Londres) se celebra la primera sesión de la Asamblea General de las Naciones Unidas.
- 11 de enero: en Albania, el dictador Enver Hoxha proclama la República Popular.
- 12 de enero: en Argentina Comienza la 19.ª edición de la Copa América.
- 13 de enero: el gobierno británico fija la cuota mensual de inmigración judía a Palestina en 10.500 personas.
- 17 de enero: el Consejo de Seguridad de las Naciones Unidas celebra su primera sesión en Central Hall Westminster (Londres).
- 18 de enero: en México, el presidente Manuel Ávila Camacho funda el Partido Revolucionario Institucional (PRI) a partir del PRM.
- 19 de enero: Douglas MacArthur promulga la Carta del Tribunal Militar para el Lejano Oriente o Tribunal de Tokio.
- 22 de enero: en Irán, el notable kurdo Qazi Muhammad declara en la plaza Chahar Cheragh la independencia de la República de Mahabad.
- 25 de enero: Un terremoto de 6,2 sacude Suiza.
- 28 de enero: en Chile sucede la llamada Masacre de la Plaza Bulnes.
- 29 de enero: en Minsk, la capital de la RSS de Bielorrusia, concluye el Juicio de Minsk contra dieciocho militares alemanes, miembros de las SS y otros oficiales acusados de cometer crímenes de guerra y de lesa humanidad durante la ocupación de Bielorrusia en la Segunda Guerra Mundial. Todos ellos fueron encontrados culpables por el tribunal y catorce fueron condenados a muerte, el resto recibieron distintas sentencias de trabajos forzados. Los condenados a muerte fueron ejecutados por ahorcamiento al día siguiente.

### Febrero
- 1 de febrero: Hungría proclama la república; su presidente es Zoltán Tildy.
- 1 de febrero: el noruego Trygve Lie es elegido primer secretario general de la ONU.
- 1 de febrero: el gobierno español autoriza la recuperación de la nacionalidad a los ciudadanos que la hubieran perdido por militar en los ejércitos beligerantes.
- 7 de febrero: en los Estados Unidos, el ministro de Defensa apoya los planes de Douglas MacArthur para reactivar las exportaciones japonesas.
- 9 de febrero: la Asamblea General de la ONU condena el régimen de Franco (en España) y prohíbe a ese país el ingreso en la organización.
- 9 de febrero: en la Unión Soviética, Iósif Stalin anuncia un nuevo plan quinquenal para la URSS a fin de superar a Occidente en la producción de petróleo, acero y hierro.
- 10 de febrero: en Buenos Aires (Argentina) Finaliza la Copa América y Argentina es Campeón por Octava Vez de la Copa.
- 13 de febrero: en el Reino Unido es derogada la ley antihuelga de 1926.
- 14 de febrero: en el Reino Unido ―en el marco de la política de nacionalizaciones― se nacionaliza el Banco de Inglaterra.
- 15 de febrero: en los Estados Unidos presentación del ENIAC, primera computadora electrónica.
- 20 de febrero: en el Teatro María Guerrero (Madrid) se estrena El caso de la mujer asesinadita, de Miguel Mihura.
- 21 de febrero: en Egipto la huelga general provoca represión por parte de la policía, con el resultado de 12 civiles muertos.
- 23 de febrero: en Bombay, una manifestación antibritánica reúne a 300.000 huelguistas.
- 24 de febrero: en Argentina, Juan Domingo Perón gana las Elecciones presidenciales con el 56% de los votos.

### Marzo
- 1 de marzo: en Grecia, la monarquía triunfa por amplia mayoría en el plebiscito. Jorge II anuncia su regreso a Atenas.
- 2 de marzo: en Vietnam del Norte, Hồ Chí Minh es elegido primer ministro.
- 2 de marzo: las tropas británicas se retiran de Irán en cumplimiento de los acuerdos de la conferencia de Teherán. Las tropas soviéticas permanecen hasta diciembre.
- 5 de marzo: Winston Churchill pronunció un discurso en la universidad estadounidense de Fulton, donde denunció el avance comunista de llamado Telón de Acero de Stalin
- 9 de marzo: en Ciudad de México se inauguró el primer supermercado, ofrecía autoservicio y limpieza como una opción para las clases media y alta contra los mercados porfirianos que estaban en malas condiciones.
- 10 de marzo: en Italia por primera vez la mujer vota en las primeras elecciones después de la Segunda Guerra para elegir a la Asamblea constituyente que redactaría la nueva Constitución italiana y su forma de gobierno que sería elegido en junio de ese año
- 13 de marzo: en la URSS Iósif Stalin responde con dureza al discurso de Churchill en Fulton 12 días atrás. Dice al final de su pronunciamiento: podemos afirmar con entera confianza que serán aplastados como lo fueron hace 27 años

### Abril
- 1 de abril: el general Juan Domingo Perón es aclamado en las calles de la capital argentina y se producen incidentes provocados por los grupos de extrema derecha del país.
- 1 de abril: se registra un terremoto de 8,6 en las islas Aleutianas que provoca un devastador tsunami que deja 173 muertos en Alaska y Hawái.
- 18 de abril: se disuelve la Sociedad de Naciones y transfiere todas sus competencias a las Naciones Unidas.

### Mayo
- 7 de mayo: la compañía Sony es fundada
- 17 de mayo: en Rumania, el dictador Ion Antonescu es condenado a muerte.
- 17 de mayo: en los Estados Unidos, Herbert Hoover invita a la población a que ayude a los 800 millones de personas amenazadas de hambre en el mundo.
- 21 de mayo: en el Laboratorio Los Álamos (Nuevo México) el físico canadiense Louis Slotin (35) sufre un accidente nuclear durante un experimento. Fallecerá 9 días después de envenenamiento por radiación. Nueve meses antes había sucedido un accidente similar con el mismo dispositivo, el «Núcleo del Demonio».
- 31 de mayo: en Turquía se registra un terremoto de 5,9 que deja 1.300 muertos.

### Junio

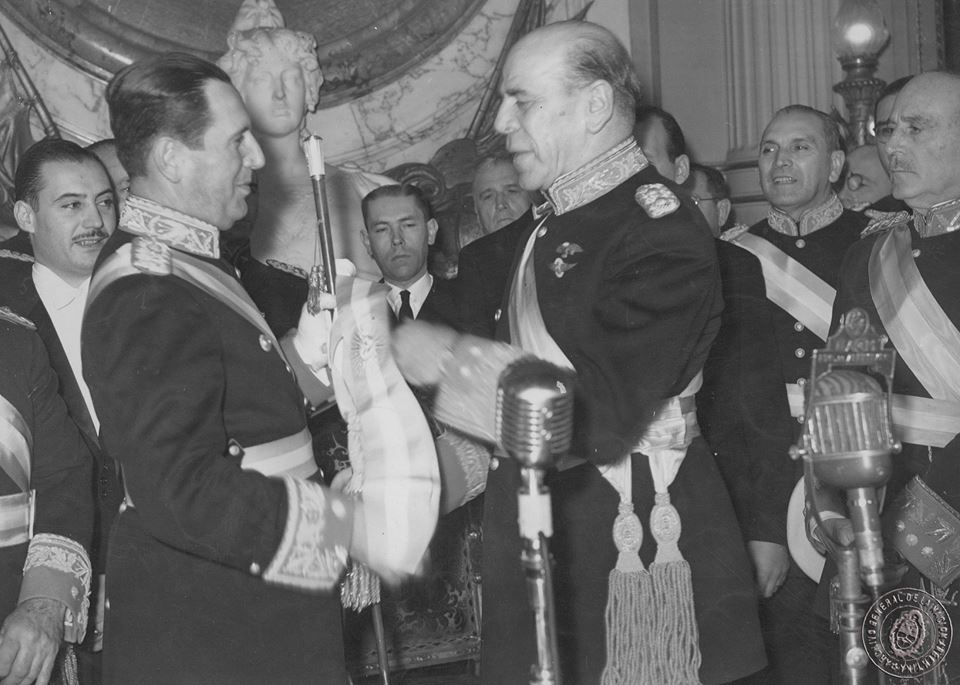
Juan Domingo Perón asume la presidencia de Argentina el 4 de junio.

- 2 de junio: en Italia se realiza el plebiscito que aprueba la República (que se proclamará el 18 de junio).
- 4 de junio: el general Juan Domingo Perón toma posesión de la presidencia de la República Argentina por primera vez.
- 9 de junio: en Tailandia Bhumibol Adulyadej se convierte en rey.
- 15 de junio: en Barranquilla (Colombia) se funda la Universidad del Atlántico
- 18 de junio: en Roma se proclama la República de Italia. El rey Humberto II debe exiliarse en Portugal.
- 18 de junio: en Bogotá (Colombia), se funda el Millonarios Fútbol Club.
- 18 de junio: en Monterrey (México). se funda el Club de Fútbol Monterrey
- 23 de junio: en Chile nace el abogado y político Jaime Guzmán Errázuriz.
- 23 de junio: Un fuerte terremoto de 7,5 sacude la isla de Vancouver matando a 2 personas.

### Julio

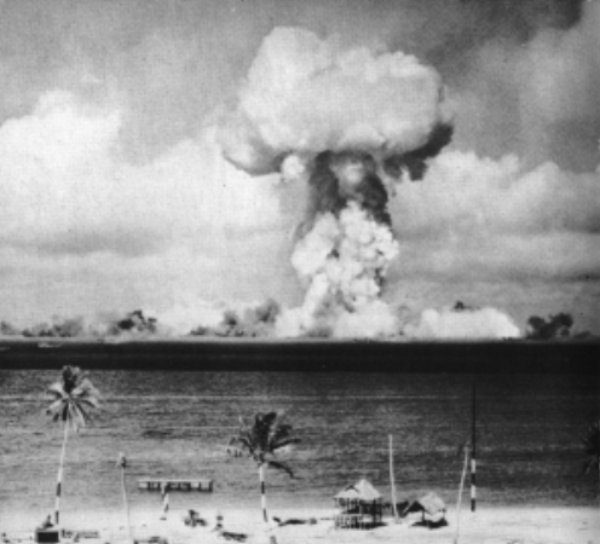
Estados Unidos expulsó a unos 4000 nativos del atolón Bikini para detonar la bomba atómica Able (1946).

- 1 de julio: en el atolón Bikini, Estados Unidos hace detonar la bomba atómica Able (la cuarta detonación nuclear de la Historia humana, y la primera después de los bombardeos atómicos sobre Hiroshima y Nagasaki en agosto de 1945). Como material fisionable utiliza el tristemente famoso «Núcleo del Demonio» (ver el 21 de mayo, más arriba). En 1968 reinstaló en este atolón a los 4000 nativos que habían vivido allí hasta 1946, pero debido a las enfermedades tuvo que volver a expulsarlos a otras islas más lejanas.
- 4 de julio: Filipinas se independiza de Estados Unidos.
- 5 de julio: como corolario de la Segunda Guerra Mundial (1938-1945), Berlín es dividida en cuatro zonas gobernadas por los aliados.
- 5 de julio: se presenta en sociedad el bikini.
- 7 de julio: en México, Miguel Alemán Valdés gana las Elecciones presidenciales.
  - en Madrid se celebra la primera ceremonia de entrega de las Medallas del Círculo de Escritores Cinematográficos.
- 21 de julio: en la ciudad de La Paz (Bolivia) ―fogoneados por los medios de comunicación en manos de potentados de la minería, que mostraban las imágenes del linchamiento de Benito Mussolini (el 28 de abril de 1945)―, estudiantes y obreros asesinan con una ráfaga de ametralladora al presidente Gualberto Villarroel, lo tiran por la ventana de la Casa de Gobierno y lo cuelgan de un farol de la plaza Murillo.
- 25 de julio: en el atolón Bikini, Estados Unidos hace detonar 27 m bajo el agua la bomba atómica Baker (la quinta detonación nuclear de la Historia humana, y la segunda después de los bombardeos atómicos sobre Hiroshima y Nagasaki en agosto de 1945). Debido a la cantidad de contaminación involuntaria, se considera el primer desastre nuclear. En 1968, Estados Unidos reinstalará en el atolón a 4000 nativos que habían vivido allí hasta 1946, pero debido a las enfermedades tendrá que volver a expulsarlos a otras islas más lejanas.

### Agosto
- 4 de agosto: se registra un fuerte terremoto de 8,1 en República Dominicana que genera un tsunami que se observa en gran parte del mar Caribe y el noroeste del océano Atlántico y deja un saldo de más de 2500 muertos.
- 18 de agosto: a las 14:15 hora local, en la playa de Vergarolla, en la ciudad de Pola ―130 km al sureste de Venecia (Italia)― en el marco de una competencia de natación a la que asistían decenas de niños, sucede la masacre de Vergarolla: explotan 20 bombas antisubmarinas alemanas, más 3 torpedos y 4 cargas de TNT. Mueren 80 adultos y casi 40 niños, y centenares de heridos.
- 26 de agosto: Estados Unidos acepta la jurisdicción obligatoria de la Corte Internacional Permanente de Justicia. Retirará esa aceptación después de ser condenado (en el juicio Nicaragua contra Estados Unidos) en 1986 debido a su papel en la invasión de Nicaragua.

### Septiembre
- 5 de septiembre: nace en Stone Town, Zanzíbar el cantante y compositor Freddie Mercury.
- 7 de septiembre: se inicia la primera estación de Televisión de América Latina XEIGC Canal 5.
- 12 de septiembre: en Birmania se registra un terremoto de 7,7.
- 20 de septiembre: se inaugura el primer Festival Internacional de Cine de Cannes.

### Octubre
- 1 de octubre: en Oxford (Reino Unido) se funda Mensa, la asociación de alto cociente intelectual.
- 12 de octubre: en Trujillo (Perú) se inaugura el estadio Mansiche.
- 13 de octubre: se aprueba el 23 de abril como el Día del Idioma Español.[2]

### Noviembre
- 1 de noviembre: Karol Wojtyła (Juan Pablo II) es ordenado sacerdote.
- 3 de noviembre: en Uzbekistán se registra un terremoto de 7,6 que deja un saldo de 400 muertos.
- 4 de noviembre: se inicia la andadura de la Unesco.
- 10 de noviembre: en la región de Ancash de Perú se registra un terremoto de 7,0 que deja un saldo de 1.400 muertos.
- 24 de noviembre: en Uruguay se celebran elecciones, que son ganadas por la fórmula Tomás Berreta - Luis Batlle Berres.

### Diciembre
- 1 de diciembre: Miguel Alemán Valdés toma posesión como presidente de México como su quincuagésimo tercer presidente para el mandato presidencial 1946-1952.
- 5 de diciembre: en Taiwán, un terremoto de 6,1 deja 74 muertos.
- 12 de diciembre: el ejército iraní recupera el control de las provincias de Azerbaiyán y Kurdistán, poniendo fin a las secesiones ocurridas desde el año anterior.
- 17 de diciembre: en Caracas (Venezuela) se instala la Asamblea Constituyente elegida por el pueblo. El poeta Andrés Eloy Blanco fue su presidente.
- 21 de diciembre: en Japón, un terremoto de 8,3 y un tsunami de 6 metros dejan más de 1.400 muertos.
- 28 de diciembre: el poeta chileno Neftalí Ricardo Eliecer Reyes Basoalto pasa a llamarse, por sentencia judicial, Pablo Neruda, seudónimo que venía usando desde 1920.

## Nacimientos

### Enero
- 1 de enero: 
  - Rivelino, futbolista brasileño.
  - Juan Manuel Laguardia, locutor, actor y productor venezolano.
- 2 de enero: Tomás de la Quadra Salcedo, político español.
- 3 de enero: 
  - John Paul Jones, músico británico de la banda Led Zeppelin.
  - Bernardo de la Maza, presentador de noticias chileno.
- 5 de enero: 
  - Ada Itúrrez de Cappellini, política argentina.
  - Diane Keaton, actriz estadounidense.
- 6 de enero: Syd Barrett, músico británico de la banda Pink Floyd (f. 2006).
- 13 de enero: Mirta Busnelli, actriz argentina.
- 14 de enero: Harold Shipman, asesino en serie británico.
- 19 de enero: 
  - Julian Barnes, novelista británico.
  - Dolly Parton, cantante country, actriz y compositora estadounidense.
- 23 de enero: Arnoldo Alemán, político nicaragüense, presidente entre 1997 y 2002.
- 25 de enero: Carlos Javier Beltrán, cantante argentino (f. 2012).

### Febrero
- 1 de febrero: Pompeyo Torrealba, militar venezolano.
- 6 de febrero: Kate McGarrigle, cantante canadiense (f. 2010).
- 7 de febrero:  Cepillín, payaso, cantante, actor y presentador de televisión mexicano (f. 2021).
- 11 de febrero: Pasuk Phongpaichit, economista tailandesa.
- 20 de febrero: Brenda Blethyn, actriz británica.
- 21 de febrero: 
  - Anthony Daniels, actor británico.
  - Alan Rickman, actor británico (f. 2016).
- 25 de febrero: Jean Todt, dirigente automovilístico francés.
- 28 de febrero: Mirtha Ibarra, guionista, dramaturga y actriz cubana.

### Marzo
- 2 de marzo: Blanca Sánchez, actriz mexicana (f. 2010).
- 3 de marzo: Jorge Asís, escritor y político argentino.
- 6 de marzo: David Gilmour, músico británico de la banda Pink Floyd.
- 8 de marzo: José Manuel Lara Bosch, empresario español (f. 2015).
- 12 de marzo: Liza Minnelli, cantante y actriz estadounidense.
- 13 de marzo: 
  - Yonatán Netanyahu, militar israelí, hermano mayor de Benjamín Netanyahu (f. 1976).
  - Manolo Galván, cantante español (f. 2013).
- 14 de marzo: Gianni Bella, cantautor italiano.
- 19 de marzo: 
  - Kado Kostzer, director y autor teatral argentino.
  - Bigas Luna, director y guionista de cine español (f. 2013).
- 20 de marzo: Julián García Valverde, político y empresario español.
- 21 de marzo: 
  - Timothy Dalton, actor británico.
  - Miguel Abuelo (Miguel Ángel Peralta), músico y poeta argentino (f. 1988).
- 28 de marzo: Alejandro Toledo, político peruano, presidente entre 2001 y 2006.
- 29 de marzo: Rigo Tovar, músico mexicano (f. 2005).
- 30 de marzo: Ana María Picchio, actriz argentina de cine, teatro y televisión.

### Abril
- 3 de abril: Marisa Paredes, actriz española.
- 6 de abril: José Ramón Fernández, cronista deportivo mexicano.
- 7 de abril: Stella Maris Closas, actriz y directora teatral argentina.
- 8 de abril: Stuart Pankin, actor estadounidense.
- 9 de abril: Francisco Vázquez Vázquez, político español.
- 12 de abril: 
  - Beto Fernán, cantautor argentino (f. 1980).
  - Ed O'Neill, actor estadounidense.
- 19 de abril: Tim Curry, actor británico.
- 20 de abril: Gordon Smiley, piloto estadounidense de automovilismo (f. 1982).
- 21 de abril: 
  - Ariedo Braida, futbolista italiano.
  - Gilson Peranzzetta, pianista, compositor, director de orquesta y arreglista brasileño.
- 25 de abril: Talia Shire, actriz estadounidense.
- 27 de abril: Pedro Luis Martínez Larriba, médico, escritor, poeta y dramaturgo español.
- 30 de abril: Carlos XVI Gustavo, rey de Suecia desde 1973.

### Mayo
- 2 de mayo: David Suchet, actor británico.
- 4 de mayo: John Watson, piloto británico de automovilismo.
- 8 de mayo: Jonathan Dancy, filósofo, escritor y académico británico.
- 9 de mayo: Candice Bergen, actriz estadounidense.
- 10 de mayo: 
  - Donovan, músico británico.
  - Maureen Lipman, actriz británica.
- 19 de mayo: André Roussimoff, luchador profesional francés (f. 1993).
- 20 de mayo: Cher, actriz y cantante estadounidense.
- 22 de mayo: 
  - George Best, futbolista norirlandés. (f. 2005)
  - Virginia Lago, actriz argentina.
- 23 de mayo: Rodolfo Aicardi, cantautor colombiano de música popular (f. 2007).
- 24 de mayo: José de Abreu, actor brasileño.
- 25 de mayo: Marcos Mundstock, actor, humorista y locutor argentino, miembro del grupo musical-humorístico Les Luthiers (f. 2020).
- 29 de mayo: Fernando Buesa, político español (f. 2000).
- 30 de mayo: 
  - Eduardo Fungairiño, jurista español.
  - Raúl Delgado Estévez, músico venezolano (f. 2019).
  - Supachai Panitchpakdi, político tailandés.

### Junio
- 1 de junio: Brian Cox, actor británico-escocés.
- 2 de junio: Tomomichi Nishimura, seiyū japonés.

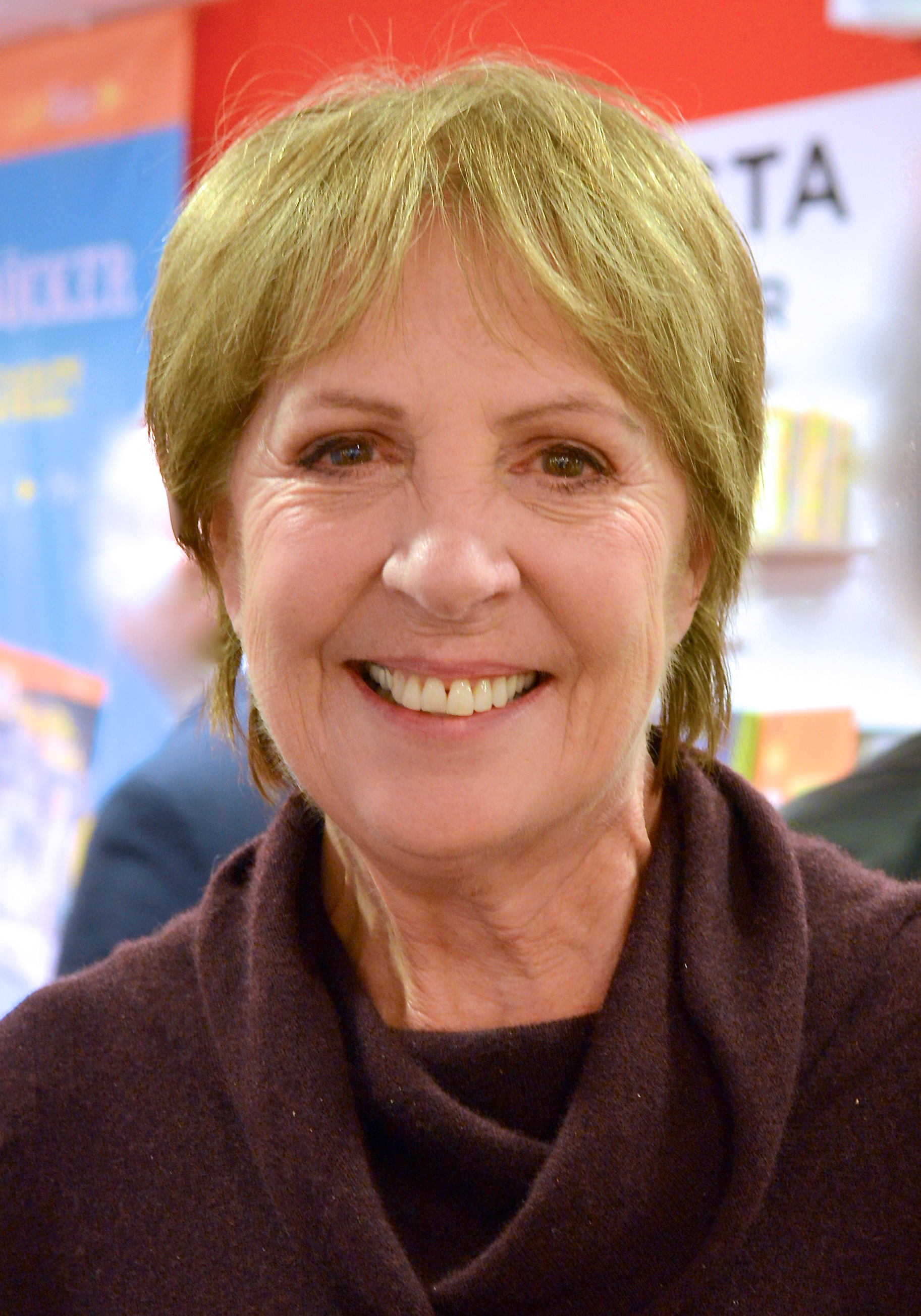
Penélope Wilton

- 3 de junio: Penelope Wilton, actriz británica.
- 5 de junio: Carlos Capdevila, médico, militar, torturador y asesino argentino (f. 2025), falleció en prisión, donde estuvo recluido desde 2018.[3]
- 5 de junio: Benito Castro, músico, cantante, compositor, actor, imitador y comediante mexicano (f. 2023).
- 5 de junio: Elio Catania, empresario y funcionario público italiano.
- 5 de junio: John Du Cann, guitarrista británico-inglés (f. 2001).
- 5 de junio: Volker Eckstein, actor alemán (f. 1993).
- 5 de junio: Bob Grant, rugbista australiano de la rugby league.
- 5 de junio: Patrick Head, ingeniero y empresario británico-inglés, cofundador de Williams F1.
- 5 de junio: Stefania Sandrelli, actriz italiana.
- 5 de junio: Helio Vera, escritor, abogado, editorialista y periodista paraguayo (f. 2008).
- 14 de junio: Donald Trump, empresario estadounidense, 45.º presidente entre 2017 y 2021, y desde 2024.
- 15 de junio: Demis Roussos, cantante griego (f. 2015).
- 16 de junio: Gérard Grisey, compositor francés (f. 1998).
- 18 de junio: Fabio Capello, futbolista y entrenador italiano.
- 26 de junio: Virgilio Zapatero, político y jurista español.
- 30 de junio: José Ramón Esnaola, futbolista español.

### Julio
- 1 de julio: Masaharu Satō, seiyū y narrador japonés.
- 3 de julio: Bolo Yeung, actor y artista marcial chino.

- 6 de julio: 

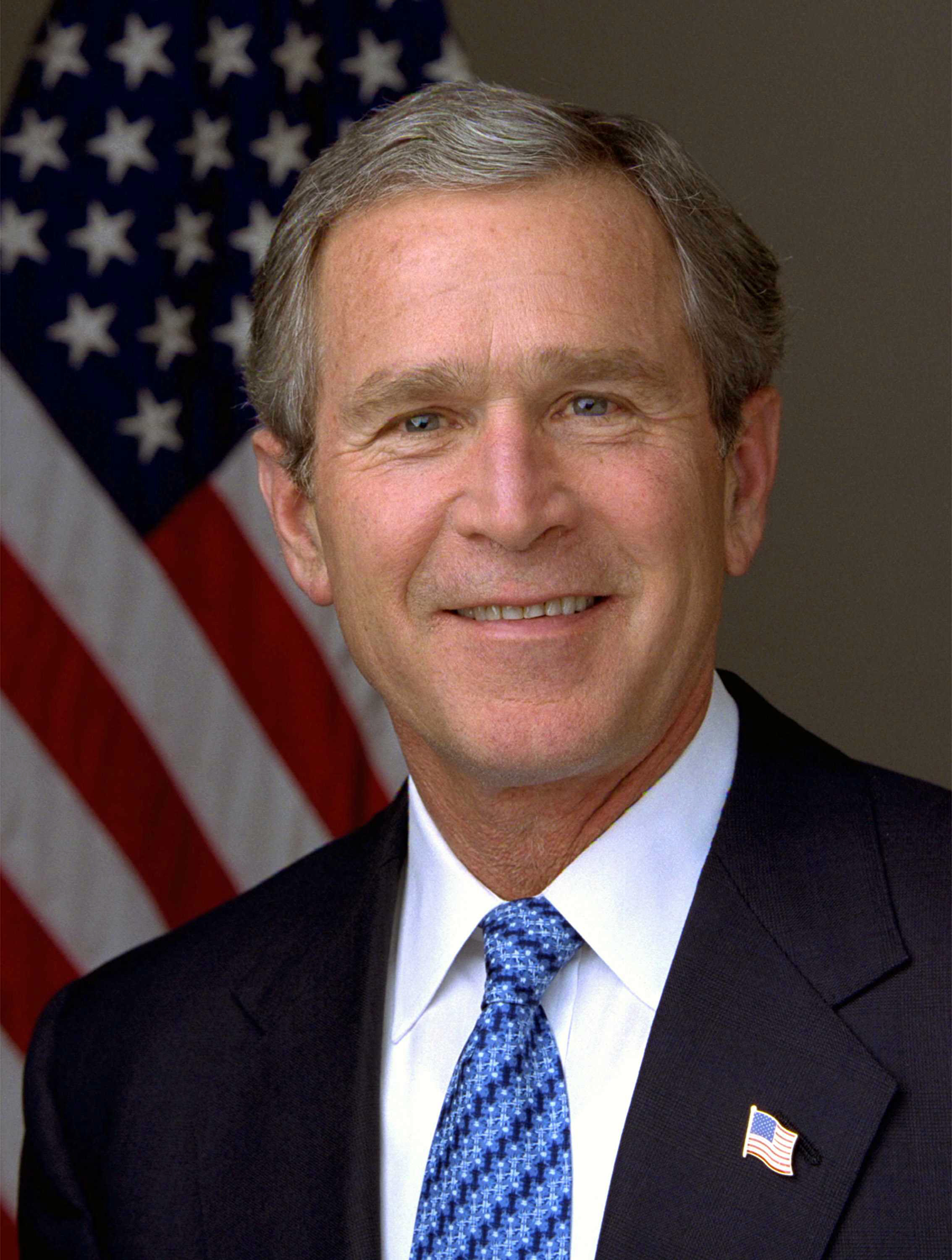
George W. Bush

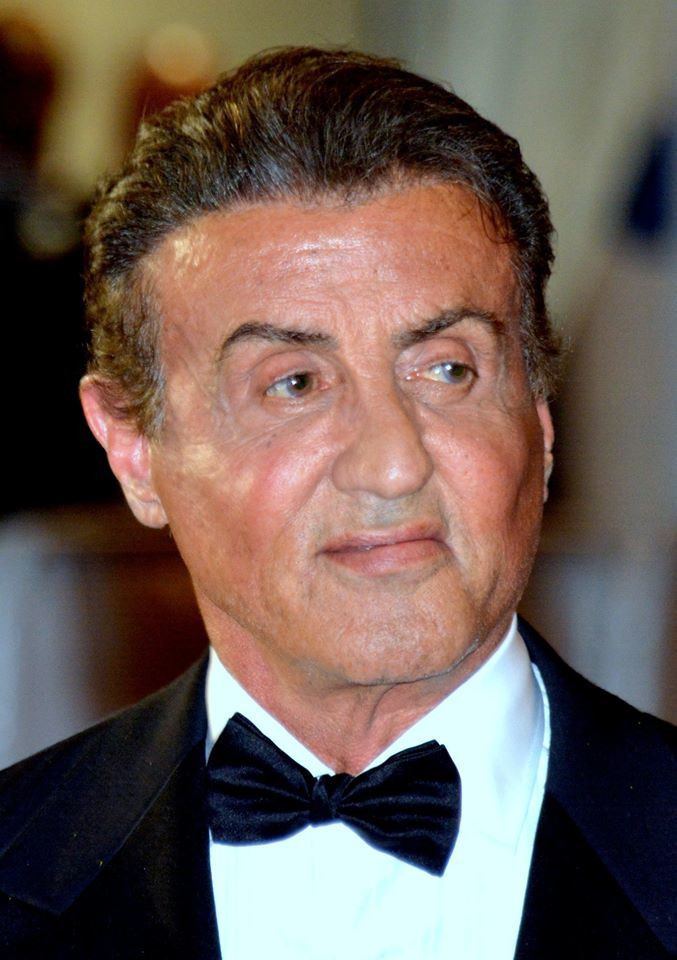
Sylvester Stallone

  - George W. Bush, político estadounidense y 43° presidente desde 2001 hasta 2009.
  - Gerardo Romano, actor argentino de cine, teatro y televisión.
  - Peter Singer, filósofo australiano.
  - Sylvester Stallone, actor estadounidense de origen italiano.
- 9 de julio: Bon Scott, cantante británico, de la banda AC/DC (f. 1980).
- 10 de julio: Jean-Pierre Jarier, piloto de automovilismo francés.
- 16 de julio: 
  - Darío Arizmendi, periodista colombiano.
  - Toshio Furukawa, actor, seiyū y narrador japonés.
- 21 de julio: 
  - Domingo Cavallo, economista argentino.
  - Anna Freixas, escritora feminista, profesora de universidad española.
- 22 de julio: 
  - Danny Glover, actor estadounidense.
  - Mireille Mathieu, cantante francesa.
  - Braulio, cantante español.
- 25 de julio: Rita Marley, vocalista jamaicana.
- 26 de julio: Emilio de Villota, piloto de automovilismo español.
- 27 de julio: Gwynne Gilford, actriz estadounidense.
- 29 de julio: Ximena Armas, pintora chilena.

### Agosto
- 3 de agosto: Jack Straw, político británico.
- 7 de agosto: John C. Mather, astrofísico y cosmólogo estadounidense, premio nobel de física.
- 8 de agosto: Jean-Claude Désir, futbolista haitiano.
- 11 de agosto: Rodrigo Lara Bonilla, ministro de Justicia de Colombia (f. 1984).
- 12 de agosto: Alain Pellegrini, militar francés.
- 13 de agosto: 
  - Chitchai Wannasathit, político tailandés.
  - Hipólito Reyes Larios, arzobispo mexicano.
- 15 de agosto: Jimmy Webb, cantautor y compositor estadounidense.
- 16 de agosto: 
  - Ramón Núñez Centella, divulgador científico español.
  - Moria Casán, dibujante y actriz de cine y televisión, ex modelo, ex vedette, conductora, empresaria y representante artística argentina.

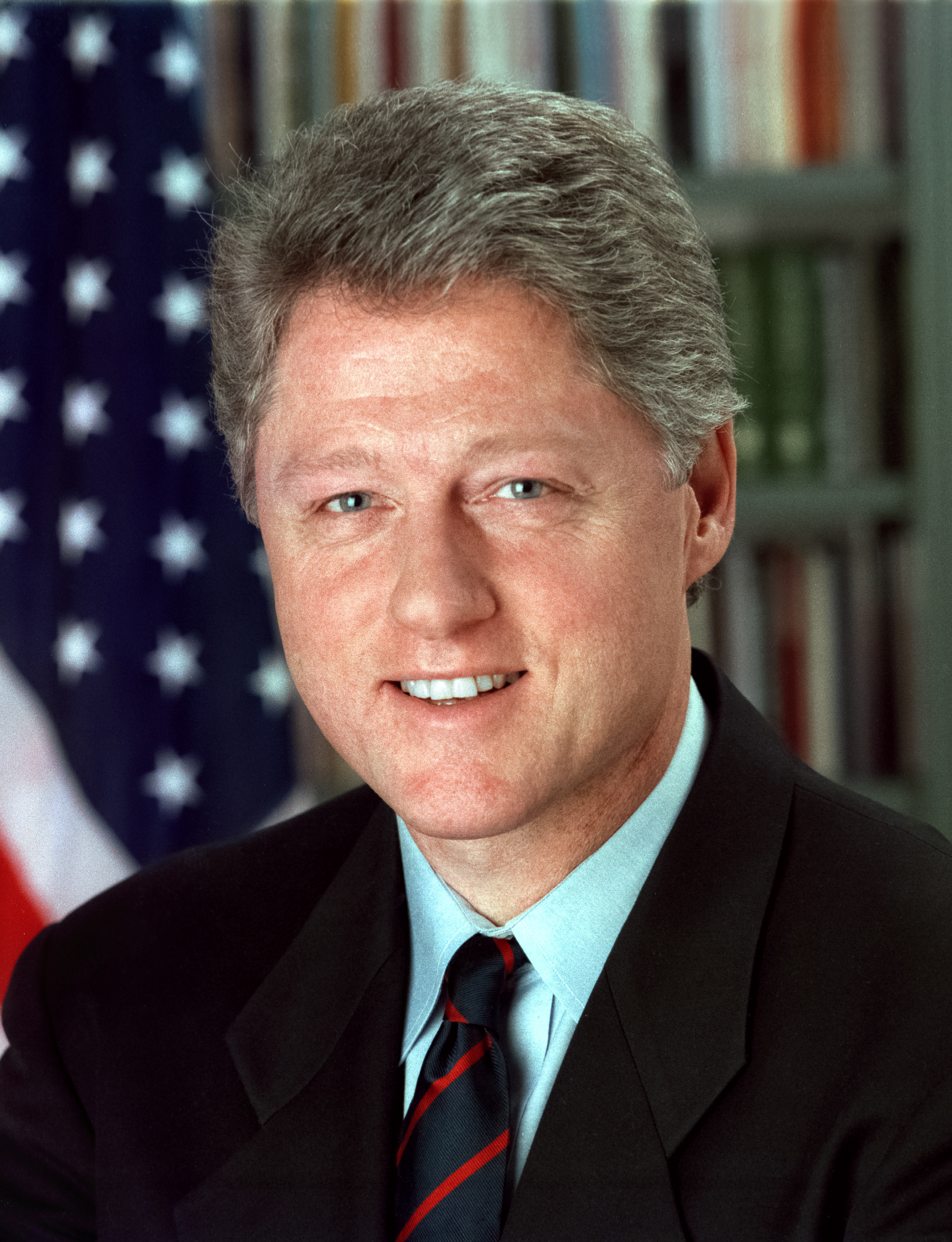
Bill Clinton

- 19 de agosto: Bill Clinton, político estadounidense y 42° presidente desde 1993 hasta 2001.
- 20 de agosto: Laurent Fabius, político francés.
- 21 de agosto: 
  - José Antonio Peláez Bardales, abogado, magistrado y jurista peruano.
  - María Uriz, soprano española
- 23 de agosto: 
  - Tarik Carson, escritor y pintor uruguayo.
  - Keith Moon, músico británico de la banda The Who (f. 1978).

### Septiembre
- 1 de septiembre: 

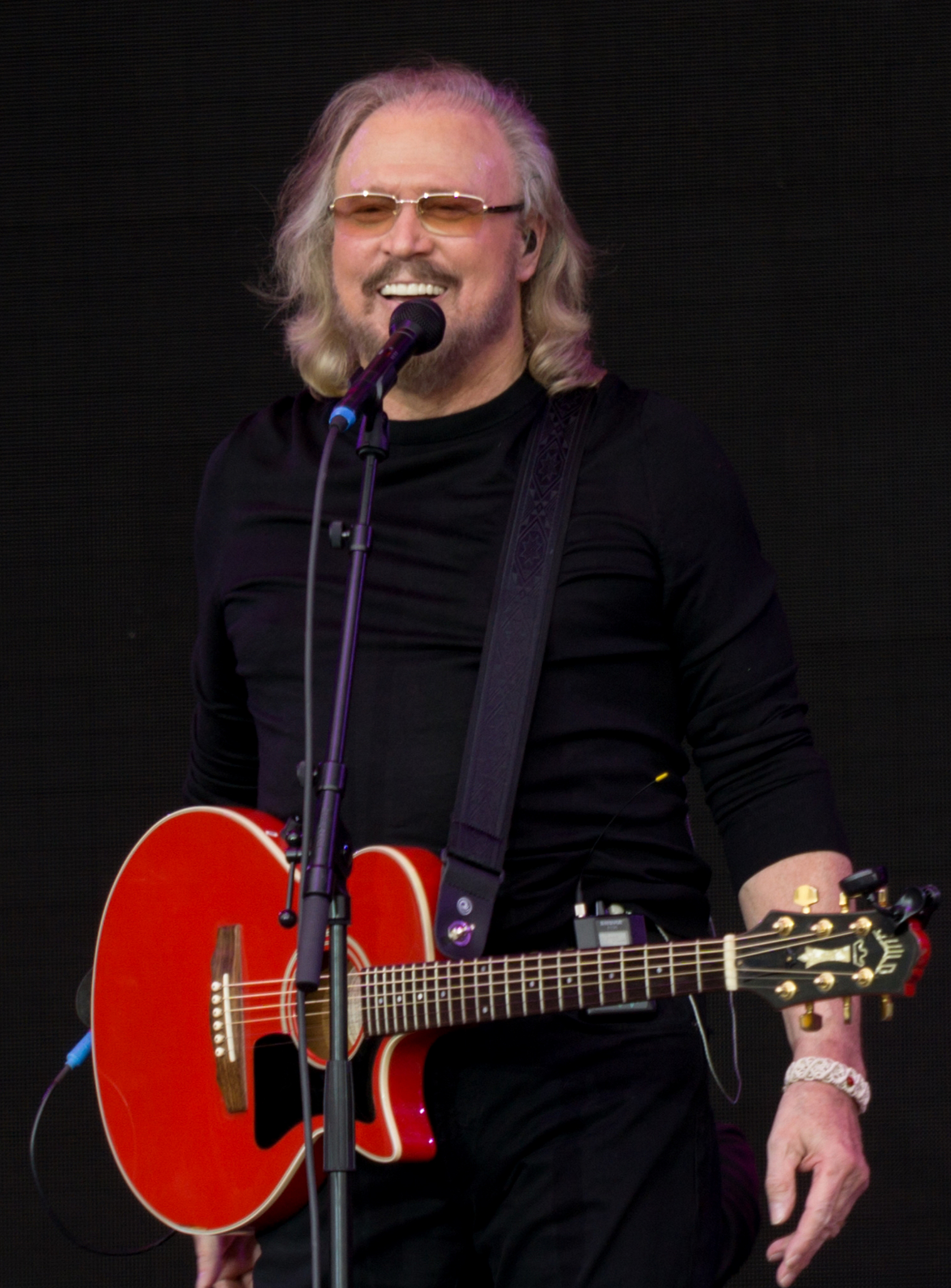
Barry Gibb

  - Roh Moo-Hyun, presidente surcoreano desde 2003 hasta 2008 (f. 2009).
  - Barry Gibb, cantante británico de la banda The Bee Gees.

- 2 de septiembre: 

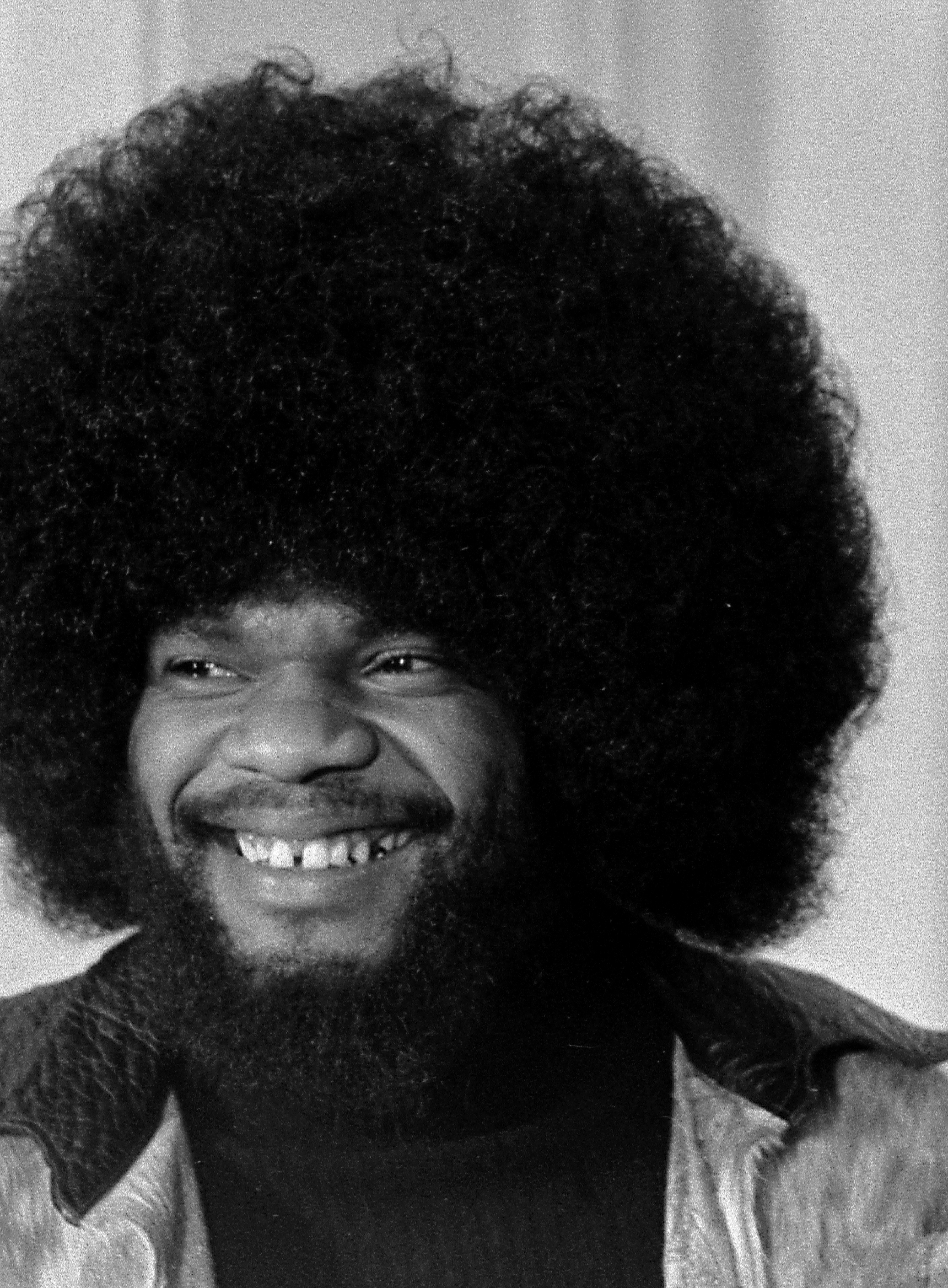
Billy Preston

  - Abel Caballero, político, escritor y economista español
  - Billy Preston, músico de soul estadounidense (f. 2006).

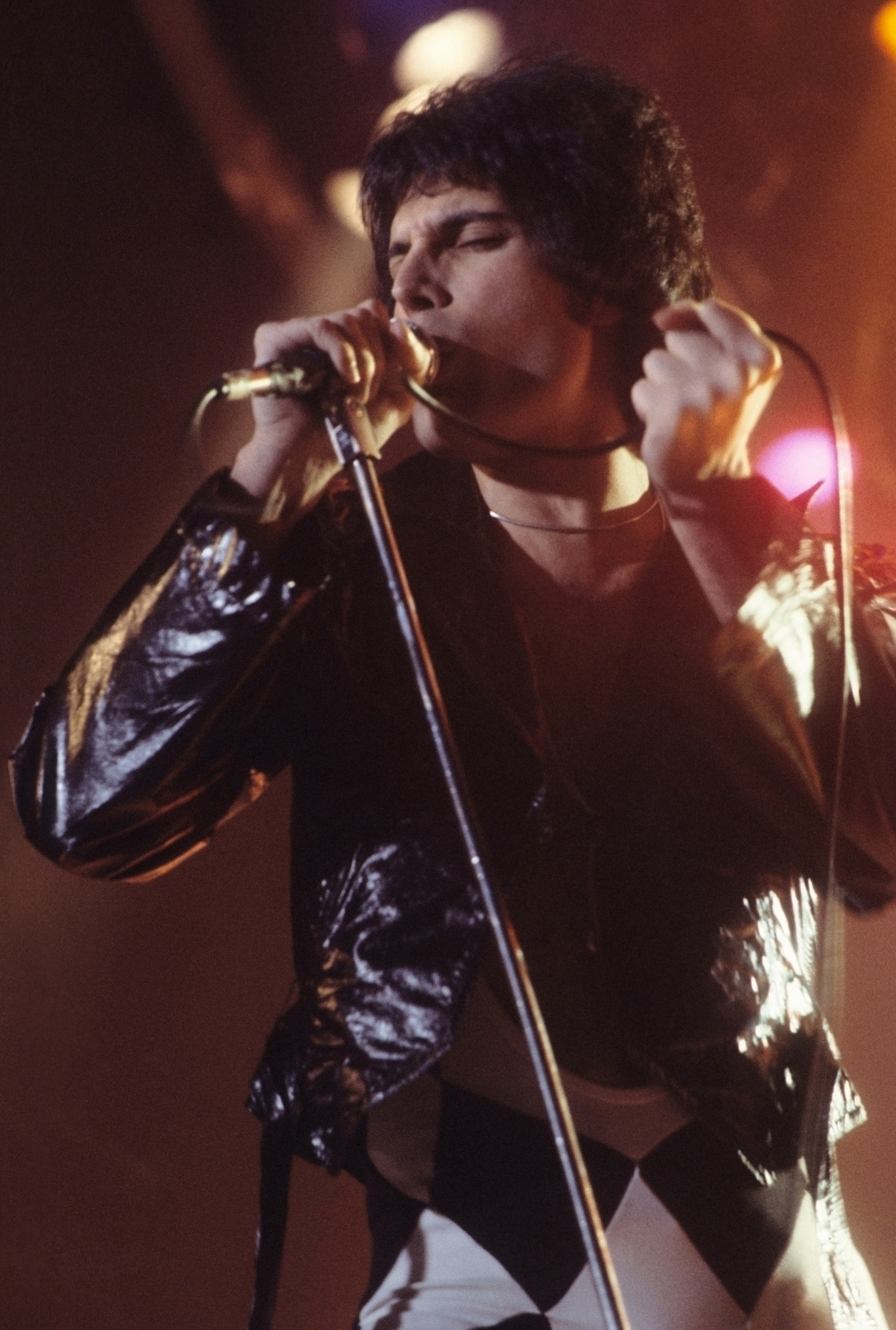
Freddie Mercury

- 5 de septiembre: Freddie Mercury, cantante británico de la banda Queen (f. 1991).
- 7 de septiembre: 
  - Francisco Varela, biólogo y filósofo chileno (f. 2001).
  - Juan José Benítez, ufólogo y escritor español.
- 10 de septiembre: 
  - Jim Hines, atleta estadounidense.
  - Shlomo Sand, historiador y escritor israelí.
- 13 de septiembre: Silvia Mariscal, actriz mexicana.
- 14 de septiembre: Rosa María Maggi, abogada chilena.

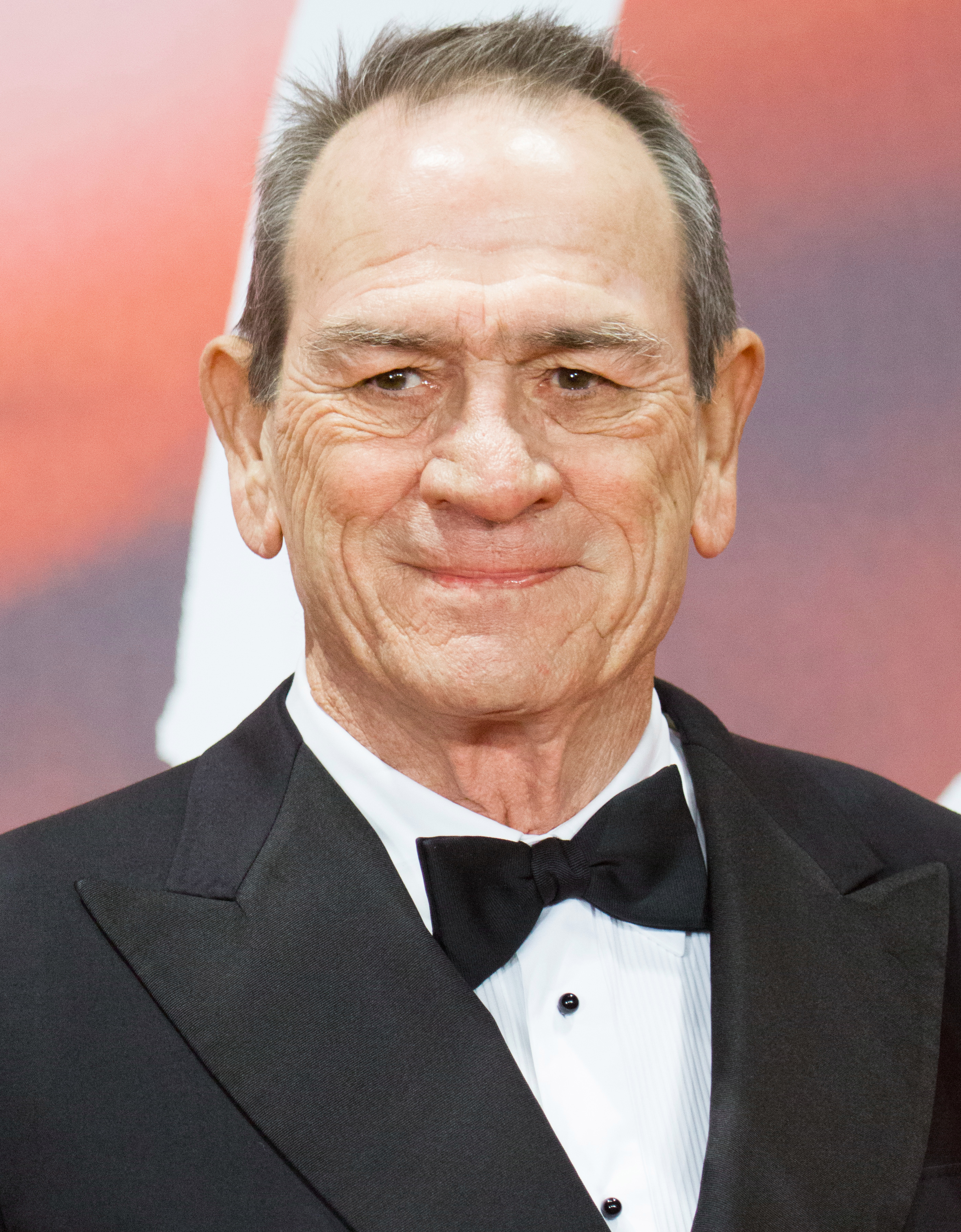
Tommy Lee Jones

- 15 de septiembre: Tommy Lee Jones, actor estadounidense.

- 16 de septiembre: 

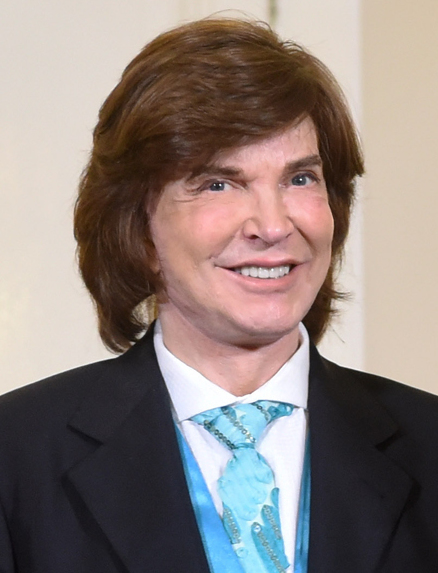
Camilo Sesto

  - Camilo Sesto, cantante español (f. 2019).
  - Óscar Golden, cantante colombiano (f. 2008).
- 17 de septiembre: Dionisio Marenco, político nicaragüense (f. 2020).
- 26 de septiembre: Osmel Sousa, presidente de la Organización Miss Venezuela.
- 28 de septiembre: Jeffrey Jones, actor estadounidense.
- 29 de septiembre: Amparo Ochoa cantante mexicana (f. 1994).
- 30 de septiembre: 
  - Héctor Lavoe, cantante puertorriqueño (f. 1993).
  - Leopoldo Castillo, conductor y comunicador venezolano.
  - Marta Zamora, actriz mexicana.

### Octubre
- 2 de octubre: Marie-Georges Pascal, actriz francesa (f. 1985).
- 3 de octubre: Ricardo Brandon, futbolista uruguayo (f. 2016).
- 4 de octubre: Susan Sarandon, actriz estadounidense.
- 9 de octubre: 
  - Fernando Brant, poeta, letrista, periodista y guionista brasileño (f. 2015).
  - Carlos López Puccio, músico y humorista argentino, de Les Luthiers.
  - Johannes van Dam, periodista culinario y escritor neerlandés (f. 2013).
- 12 de octubre: José Amorín, guerrillero montonero, cuentista (Montoneros: la buena historia) y médico argentino (f. 2012).
- 14 de octubre: Leonardo McNish, futbolista guatemalteco (f. 2021).
- 15 de octubre: 
  - Richard Carpenter, pianista, compositor y cantante estadounidense, del dúo The Carpenters.
  - Ángelo Valsiglio, pianista y compositor italiano, autor de varias canciones interpretadas por Laura Pausini.
- 16 de octubre: Suzanne Somers, actriz estadounidense.
- 17 de octubre: Manuel "Flaco" Ibáñez, actor mexicano.
- 18 de octubre: 
  - Pablo Guerrero, cantautor español.
  - Adolfo Chuiman, actor peruano.
- 20 de octubre: Elfriede Jelinek, escritora austriaca.
- 23 de octubre: 
  - Alicia Borinsky, novelista, poeta y académica argentina residente en los Estados Unidos.
  - Mel Martínez, político estadounidense.
- 25 de octubre: Elías Figueroa, futbolista chileno.
- 28 de octubre: Josele Román, actriz y cantante española.
- 29 de octubre: Angelino Garzón, político colombiano.
- 30 de octubre: Horacio Fontova, músico, actor, compositor y artista argentino (f. 2020).

### Noviembre
- 3 de noviembre: Manuel Elkin Patarroyo, creador de la vacuna de la malaria
- 4 de noviembre: 
  - Laura Bush, primera dama estadounidense.
  - Alfonso Ortiz, actor colombiano (f. 2020).
  - Isabel Martínez "La Tarabilla", actriz mexicana (f. 2021).
- 5 de noviembre: 
  - Leopoldo Moreau, periodista y político alfonsinista argentino.
  - Gram Parsons, músico estadounidense (f. 1973).
- 6 de noviembre: Sally Field, actriz estadounidense.
- 8 de noviembre: 
  - Guus Hiddink, futbolista y entrenador neerlandés.
  - Jorge Valero, político y diplomático venezolano.
- 9 de noviembre: Marina Warner, escritora británica.
- 21 de noviembre: Emma Cohen, actriz española.
- 26 de noviembre: Itamar Singer, escritor e historiador rumano-israelí (f. 2012).
- 28 de noviembre: Ted Bundy asesino en serie estadounidense (f. 1989).
- 29 de noviembre: 
  - Juan Alberto Badía, presentador y locutor argentino (f. 2012).
  - Silvio Rodríguez, cantautor cubano de la Nueva Trova.
- 30 de noviembre: César Rivas Lara, escritor y profesor universitario colombiano.

### Diciembre
- 3 de diciembre: Joop Zoetemelk, ciclista neerlandés.
- 4 de diciembre: 
  - Karina, cantante española.
  - Sebastián Ospina, actor colombiano.
- 5 de diciembre: 
  - José Carreras, tenor español.
  - Gloria Comesaña, filósofa española.
- 10 de diciembre: Flores Chaviano guitarrista, director y compositor cubano.
- 12 de diciembre: 
  - María del Carmen Simón Palmer historiadora, investigadora y bibliógrafa española.
  - Renzo Zorzi, piloto italiano de automovilismo (f. 2015).
- 13 de diciembre: Pierino Prati, futbolista italiano (f. 2020)
- 14 de diciembre: Jane Birkin, cantante británica
- 16 de diciembre: 
  - Trevor Pinnock, director y clavecinista británico.
  - Benny Andersson, músico sueco de la banda ABBA.
- 17 de diciembre: Eugene Levy, actor canadiense.
- 18 de diciembre: Steven Spielberg, cineasta estadounidense.
- 20 de diciembre: Dick Wolf, productor de televisión estadounidense.
- 21 de diciembre: Carl Wilson músico estadounidense, de la banda The Beach Boys (f. 1998).
- 26 de diciembre: Marina Cárdenas, cantante de boleros nicaragüense.
- 29 de diciembre: 
  - Marianne Faithfull, cantante británica.
  - Juan Manuel Roca, poeta y escritor colombiano.
  - Isabel Martínez "La Tarabilla", actriz mexicana.
- 30 de diciembre: 
  - Patti Smith, cantante estadounidense.
  - Berti Vogts, futbolista y entrenador alemán.

### Fechas desconocidas
- Ada Mee, artista alemana.
- Hugo Irurzún, guerrillero argentino; torturado (f. 1980).
- Jesús Alviz, novelista y dramaturgo español (f. 1998).
- Jan A. M. Snoek, historiador y científico de las religiones y de la francmasonería.

## Fallecimientos

### Enero
- 3 de enero: William Joyce (40), propagandista nazi estadounidense (n. 1906).
- 26 de enero: Adriaan van Maanen, astrónomo neerlandés (n. 1884).

### Febrero
- 5 de febrero: Max González Olaechea, médico peruano.

### Abril
- 3 de abril: Masaharu Homma, general japonés (n. 1888).
- 14 de abril: Julio Mangada, militar español (n. 1877).
- 21 de abril: John Maynard Keynes, economista británico (n. 1883).

### Marzo
- 23 de marzo: Francisco Largo Caballero, político y dirigente socialista español (n. 1869).
- 24 de marzo: Alexander Alekhine, ajedrecista ruso (n. 1892).

### Mayo
- 6 de mayo: Alcides Arguedas, escritor, político e historiador boliviano (n. 1879).
- 19 de mayo: Booth Tarkington, novelista y dramaturgo estadounidense (n. 1869).
- 21 de mayo: Louis Slotin (35), físico canadiense víctima de un accidente nuclear (n. 1910).
- 22 de mayo: Karl Hermann Frank, militar alemán de la SS (n. 1898).

### Junio
- 1 de junio: Leo Slezak, tenor alemán (n. 1873).
- 3 de junio:  Mijaíl Kalinin, político soviético, firmante de la Ley de las espigas. (n. 1875)
- 6 de junio: Gerhart Hauptmann, dramaturgo alemán, premio nobel de literatura en 1912 (n. 1862).
- 8 de junio: Amelia Cuñat y Monleón, dibujante ceramista (n. 1878)
- 12 de junio: Lucy Martínez, actriz colombiana.
- 27 de junio: Juan Antonio Ríos, presidente chileno (n. 1888).

### Julio
- 5 de julio: Teresa Andrés Zamora, bibliotecaria española (n. 1907).
- 21 de julio: Gualberto Villarroel, presidente boliviano (n. 1908).
- 27 de julio: Gertrude Stein, escritora estadounidense (n. 1874).

### Agosto
- 13 de agosto: H. G. Wells, escritor británico (n. 1866).

### Septiembre
- 3 de septiembre: Moriz Rosenthal, pianista polaco (n. 1862).
- 16 de septiembre: Mamie Smith, cantante estadounidense de jazz y blues (n. 1883).

### Octubre
- 15 de octubre: Hermann Göring, jefe de la Luftwaffe alemana durante la Segunda Guerra Mundial (n. 1893).
- 16 de octubre: Wilhelm Keitel, mariscal de campo alemán y comandante del alto mando de la Werhmacht (n. 1882).
- 16 de octubre: Ernst Kaltenbrunner, general de la SS, jefe de la Gestapo y de la Oficina Central de Seguridad del Reich (RSHA) (n. 1903).
- 16 de octubre: Hans Frank, militar, abogado y gobernador general de la Polonia Ocupada por la Alemania nazi (n. 1900).
- 16 de octubre: Alfred Rosenberg, político nazi e ideólogo principal del nazismo (n. 1893).
- 16 de octubre: Fritz Sauckel,  político nazi, y Comisario General encargado de la mano de obra esclava (n. 1894).
- 16 de octubre: Julius Streicher, militar  alemán y editor del diario antisemita Der Stürmer (n. 1885).
- 16 de octubre: Alfred Jodl, general alemán (n. 1890).
- 16 de octubre: Joachim von Ribbentrop, político nazi, ministro de Asuntos Exteriores durante la Segunda Guerra Mundial (n. 1893).
- 16 de octubre: Arthur Seyß-Inquart, político austriaco, y gobernador de los Países Bajos ocupados por la Alemania nazi (n. 1892).
- 24 de octubre: Kurt Daluege, oficial nazi con rango de coronel general, jefe de la Ordnungspolizei y protector adjunto de Bohemia y Moravia (n.1897).
- 25 de octubre: Manuel Carlés (71), escritor y político argentino, fundador de la banda terrorista ultraderechista Liga Patriótica Argentina (n. 1875).

### Noviembre
- 9 de noviembre: Salvador Mazza, médico argentino (n. 1886).
- 14 de noviembre: Manuel de Falla, músico español (n. 1876).

### Diciembre
- 4 de diciembre: María de la Paz de Borbón, infanta de España (n. 1862).
- 27 de diciembre: Pedro Mata Domínguez, escritor español (n. 1875).

## Arte y literatura
- 6 de enero: José María Gironella obtiene el premio Nadal por su novela Un hombre.
- Miguel Ángel Asturias: El señor Presidente.
- John Boynton Priestley: Ha llegado un inspector
- Lucho Bermúdez: Borrachera.
- Jorge Luis Borges: Deutsches Requiem.
- Agatha Christie: Sangre en la piscina.
- Nikos Kazantzakis: Zorba, el griego.
- Boris Vian: Escupiré sobre vuestra tumba.
- Jean Cocteau: El águila de dos cabezas.
- Salvador Dalí: La tentación de San Antonio.

## Ciencia y tecnología
- Fundación de la Organización Mundial de la Salud, OMS.

## Cine

### Estrenos
- A través del espejo (The Dark Mirror), de Robert Siodmak.
- Al filo de la navaja (The Razor's Edge), de Edmund Goulding.
- Ana y el rey del Siam (Anna And The King Of Siam) de John Cromwell.
- La bella y la bestia, de Jean Cocteau.
- Canción del sur (Song of the south), de Wilfred Jackson y Harve Foster
- El cartero siempre llama dos veces, de Tay Garnett.
- El castillo de Dragonwyck (Dragonwyck), de Joseph L. Mankiewicz.
- El crimen de la calle Bordadores, de Edgar Neville.
- Crisis (Kris), de Ingmar Bergman.
- De amor también se muere (Humoresque) de Jean Negulesco.
- La dalia azul (The Blue Dahlia) de George Marshall.
- El despertar (The Yearling), de Clarence Brown.
- El diablo y yo (Angel on my Shoulder), de Archie Mayo.
- Diario de una camarera (The Diary of a Chambermaid), de Jean Renoir.
- Duelo al sol (Duel in the sun), de King Vidor.
- Encadenados (Notorious), de Alfred Hitchcock.
- El pecado de Cluny Brown (Cluny Brown), de Ernst Lubitsch
- La escalera de caracol (The Spiral Staircase) de Robert Siodmak.
- Escándalo en París (A Scandal in Paris), de Douglas Sirk.
- La exótica (Saratoga Trunk) de Sam Wood.
- El extraño (The Stranger), de Orson Welles.
- El extraño amor de Marta Ivers (The Strange Love of Martha Ivers) de Lewis Milestone.
- Gilda de Charles Vidor.
- Forajidos, de Robert Siodmak.
- Grandes ilusiones (Great Expectations) de David Lean.
- Iván el Terrible, de Sergéi Eisenstein.
- El limpiabotas, de Vittorio De Sica.
- La hermana Kenny (Sister Kenny) de Dudley Nichols.
- La historia de Al Jolson (The Jolson Story) de Alfred E. Green
- Llueve sobre nuestro amor (Det regnar på vår kärlek), Ingmar Bergman.
- Los mejores años de nuestra vida (The Best Years of our Lives), de William Wyler.
- Mariona Rebull, de José Luis Sáenz de Heredia.
- Narciso negro (Black Narcissus), de Michael Powell y Emeric Pressburger.
- Noche y día (Night & Day) de Michael Curtiz
- Paisá, de Roberto Rossellini.
- Pasión de los fuertes (My Darling Clementine), de John Ford.
- Las puertas de la noche (Les Portes de la nuit), de Marcel Carné.
- ¡Qué bello es vivir! (It's A Wonderful Life), de Frank Capra.
- Ruta de Utopía (Road To Utopia) de Hal Walker
- Solo en la noche (Somewhere in the night), de Joseph L. Mankiewicz.
- Soy un prófugo, de Miguel M. Delgado (con Cantinflas).
- Sucedió en el tren (Without reservations), de Mervin LeRoy.
- El sueño eterno (The Big Sleep), de Howard Hawks.
- Un drama nuevo, de Juan de Orduña.
- Una noche en Casablanca (A Night In Casablanca) de Archie Mayo (con los Hermanos Marx)
- Una partida de campo de Jean Renoir.
- Utamaro y sus 5 mujeres (Utamaro o meguru gonin no onna), de Kenji Mizoguchi.
- La vida íntima de Julia Norris (To Each His Own) de Mitchell Leisen

## Música
- Frank Sinatra:The Voice of Frank Sinatra. «Publicado en marzo bajo el sello discográfico Columbia Records»

## Deporte

### Atletismo
- Del 23 al 25 de agosto III Campeonato Europeo de Atletismo, celebrado en Oslo (Noruega).
  - Medallero   Suecia

### Fútbol
- El FC Barcelona se proclama campeón de la Copa del Rey de Baloncesto.
- Campeonato Uruguayo de Fútbol: Nacional se consagra campeón por decimonovena vez.
- Millonarios de Bogotá es fundado el 18 de junio por Alfonso Senior.
- Se funda la Organización del Fútbol del Interior en Uruguay.
- El Sevilla FC gana, por primera vez, la Primera División Española.

## Premio Nobel
- Física: Percy Williams Bridgman.[4]
- Química: James Batcheller Sumner, John Howard Northrop y Wendell Meredith Stanley.[4]
- Medicina: Hermann Joseph Muller.[4]
- Literatura: Hermann Hesse.[4]
- Paz: Emily Greene Balch y John Raleigh Mott.[4]